# 29.ª Cumbre de la Liga Árabe
La 29.ª Cumbre de la Liga Árabe (también conocida como Cumbre de la Liga Árabe de 2018, Cumbre de Dhahran, Cumbre de Dammam o Cumbre de Jerusalén) fue la cumbre número 29 de la Liga Árabe celebrada en Dhahran, Arabia Saudita, el domingo 15 de abril de 2018. Inicialmente, se esperaba que la Cumbre se celebrara en Riad, capital de ese país. El jueves 12 de abril de 2018 se celebró en Riad una reunión preparatoria presidida por el ministro de Asuntos Exteriores de Arabia Saudita, Adel al Jubeir. A la reunión asistieron los cancilleres de los 22 países.

## Asistencia

### Representantes de laLiga Árabe
- Yibuti - Ismail Omar Guelleh
- Egipto - Presidente Abdel Fattah el-Sisi[6]
- Irak - Presidente Fuad Masum[7]
- Líbano - Presidente Michel Aoun[8]
- Mauritania - Mohamed Ould Abdel Aziz[7]
- Marruecos - Rey Mohamed VI[3]
- Palestina - Mahmoud Abbas
- Arabia Saudita - Rey Salmán
- Somalia - Mohamed Abdullahi Mohamed[7]
- Sudán - Presidente Omar al-Bashir[9]
- Túnez - Beji Caid Essebsi[7]
- Yemen - Abdrabbuh Mansur Hadi[7]

### Otros participantes
- Unión Europea - High Representative of the European Union for Foreign Affairs and Security Policy Federica Mogherini
- Naciones Unidas - Secretario General António Guterres
- Comisión de la Unión Africana - Chairman of the African Union Commission Moussa Faki

## Evento
Se anunció que la cumbre se llevaría a cabo en el Centro Rey Abdulaziz para la Cultura Mundial, que fue construido por Saudi Aramco y se inauguró en 2016.

## Medidas de seguridad
Como medida de seguridad, se cerró el tráfico de varias carreteras en la región de Dammam-Dhahran-Khobar. También se declaró que todas las instituciones educativas permanecerían cerradas el domingo.

## Invitación a Catar
A pesar del bloqueo impuesto a Catar por Arabia Saudita y varios otros países, se envió una invitación oficial a Catar para asistir a la cumbre. El Ministerio de Relaciones Exteriores de Catar emitió un comunicado de que Catar había aceptado la invitación y asistiría a la Cumbre. El Ministro de Relaciones Exteriores de Arabia Saudita Adel al Jubeir anunció que la crisis diplomática de Catar no se discutirá en la cumbre.